# دياني كارلسون إيفانز
دياني كارلسون إيفانز (بالإنجليزية: Diane Carlson Evans)‏ هي ممرضة أمريكية، ولدت في 1946.